# Microstylum rubripes
Microstylum rubripes är en tvåvingeart som beskrevs av Macquart 1838. Microstylum rubripes ingår i släktet Microstylum och familjen rovflugor. Inga underarter finns listade i Catalogue of Life.